# Магнето (Marvel Comics)
Магнето (англ. Magneto), настоящее имя — Макс Эйзенхардт (англ. Max Eisenhardt), также известный как Эрик Магнус Леншерр (англ. Erik Magnus Lehnsherr) — персонаж комиксов издательства Marvel Comics. Созданный писателем Стэном Ли и художником Джеком Кирби, персонаж впервые появился в X-Men #1 (сентябрь 1963) как заклятый враг Профессора Икс и его команды Людей Икс.
Магнето - могущественный мутант, который обладает способностью генерировать и контролировать магнитные поля. Магнето считает мутантов эволюционно превосходящими людей и отвергает возможность мирного сосуществования людей и мутантов. Первоначально он стремился завоевать мир, чтобы мутанты, которых он называет homo superior, заменили людей в качестве доминирующего вида. С тех пор сценаристы уточнили его происхождение и мотивы, показав, что Магнето выживший в Холокосте, чьи экстремальные методы и циничная философия проистекают из его решимости защитить мутантов от подобной участи от рук людей, которые боятся и преследуют мутантов. Магнето друг Профессора Икс, лидера Людей Икс, но их разные философии иногда приводят к расколу в их дружбе. Роль Магнето в комиксах прогрессировала от суперзлодея до антигероя и супергероя. Время от времени он был союзником и членом Людей Икс, а также какое-то время возглавлял Новых Мутантов в качестве директора Института для одарённых подростков (или же Института Ксавьера). Писатель Крис Клермонт, создавший предысторию Магнето, смоделировал персонажа по образу израильского террориста, ставшего государственным деятелем Менахема Бегина, а позже персонажа сравнивали с американским борцом за гражданские права Малкольмом Иксом и основателем Лиги защиты евреев Меиром Кахане. Магнето выступает против пацифистской позиции Профессора Икс и настаивает на более агрессивном подходе к обеспечению гражданских прав мутантов.
Иэн Маккеллен изобразил Магнето в большинстве фильмов серии «Люди Икс», а Майкл Фассбендер изобразил молодую версию персонажа начиная с «Люди Икс: Первый Класс» (2011). Обе версии персонажа появились в фильме «Люди Икс: Дни минувшего будущего» (2014). В 2009 году Магнето занял первое место в списке «100 величайших злодеев комиксов» по версии IGN.

## История публикации
Магнето дебютировал в The X-Men #1 в 1963 году. Начиная с 1960-х, Магнето фигурировал в различных комиксах с участием Людей Икс, включая: Uncanny X-Men, X-Men, Astonishing X-Men, Alpha Flight, Cable, Excalibur, The New Mutants, многие минисерии о Людях Икс, а также другие линейки Marvel. Первое сольное появление персонажа состоялось в специальном ваншоте Magneto: The Twisting of a Soul #0 (Сентябрь, 1993), опубликованном после возвращения персонажа по истечении непродолжительного отсутствия. В ваншоте были перепечатаны истории с участием Магнето из Classic X-Men #12 и 19 (Август, 1987 и март, 1988), написанные Крисом Клэрмонтом и проиллюстрированные художником Джоном Болтоном.
В интервью 2008 года Стэн Ли заявил, что «не считает Магнето плохим парнем. Тот просто хочет нанести ответный удар фанатичным расистам... он пытался защитить мутантов, и поскольку общество обошлось с ними несправедливо, он намеревался преподать обществу урок. Конечно же Магнето был опасен... но я никогда не считал его злодеем». В том же интервью Ли признался, что изначально планировал сделать Магнето братом его заклятого врага Чарльза Ксавьера.
По словам сценариста Криса Клэрмонта, прообразом Магнето выступил Менахем Бегин, тогда как Профессор Икс был основан на Давиде Бен-Гурионе. При этом Клэрмонт отметил: «На сегодняшний день в интернете ходит много разговоров о том, что Магнето подменяет Малкольма Икс, а Ксавьер — Мартина Лютера Кинга, что совершенно справедливо, но для меня, белого иммигранта, было бы невероятно самонадеянно проводить подобную аналогию. Схожую аналогию можно провести с [премьер-министром Израиля] Менахемом Бегином в роли Магнето, эволюционировавшего за свою жизнь от террориста в 1947 году до лауреата Нобелевской премии мира 30 лет спустя».  
Также Клэрмонт высказался о параллелях между Малкольмом Икс и Мартином Лютером Кингом-младшим: «Это было не так давно [в 1970-х]. Прошло всего несколько лет с момента этих убийств. В некотором роде казалось, что это [сравнение] было бы слишком грубо. Моё отношение к Магнето и Ксавьеру скорее связано с Холокостом. Как бы вы отреагировали на столкновение лицом к лицу со злом? В случае с Магнето это было насилие, порождающее насилие. В случае с Ксавьером это была постоянная попытка найти лучший путь... Когда мы отдалились от 60-х, в дело вступил резонанс Малкольма Икс-Мартина Лютера Кинга-Манделы. Просто так получилось».  
Первым полноценным комиксом с Магнето в главной роли была минисерия из 4-х выпусков под названием Magneto (Ноябрь, 1996 — февраль, 1997), сценаристами которой выступили Питер Миллиган и Хорхе Гонсалес, а художником — Келли Джонс. В этой минисерии Магнето был представлен несовершеннолетним и страдающим от амнезии подростком, который называл себя Джозефом. Позже выяснилось, что Джозеф был юным клоном Магнето. Впоследствии Магнето возглавил нацию Дженоша. Также Магнето обзавёлся ещё двумя сольными минисериями — Magneto Rex (от Джо Пруэтта и Брэндона Петерсона) и Magneto: Dark Seduction (от Фабиана Нициезоя и Роджера Круза).
Роман в мягкой обложке, подробно описывающий детство Магнето, X-Men: Magneto Testament был написан Грегом Паком и выпущен в сентябре 2008 года. В основе романа Пака лежали реальные истории людей, переживших Холокост. Перед публикацией X-Men: Magneto Testament прошлое и история Магнето были освещены в The Uncanny X-Men #150 (Август, 1981). Он был представлен как переживший Холокост еврей. Находясь в поисках своей жены Магды, синти, Магнето выдавал себя за синти. Это вызвало путаницу у некоторых читателей относительно наследия Магнето, пока его еврейское происхождение не было подтверждено в Magneto: Testament.

## Биография

### Ранняя жизнь
Макс Эйзенхардт родился и вырос в Нюрнберге, Германия, в еврейской семье среднего класса. Посещая местную школу, он увлекся молодой цыганской девушкой по имени Магда, дочерью школьной уборщицы. Макс изготавливал ей ожерелья и преуспевал в спортивных соревнованиях, чтобы привлечь её внимание. Однажды, возвращаясь из школы, Макс наткнулся на нацистский митинг и обнаружил своего дядю Эриха избитым и с плакатом, гласящим, что он опозорил немку (поскольку он был евреем, а она нет). Вскоре после этого, на школьном мероприятии, Макс выиграл соревнование по метанию копья, чтобы произвести впечатление на Магду, а на следующий день был обвинен в мошенничестве (полагая, что еврейский мальчик не может превзойти своих «арийских» одноклассников). Максу сказали либо отказаться от своей медали, либо воссоздать бросок «обычным» копьем. После победы в конкурсе во второй раз Макс снова был обвинен в мошенничестве, исключен и избит другими детьми.

### Побег из Германии
Отец Макса Якоб был ветераном Первой мировой войны и отказывался верить, что нация, за которую он сражался, отвернулась от него. Макс сопровождал своего отца, чтобы увидеть майора Юргена Шарфа, которого он спас в Первой мировой. Его отец остался ждать майора и был избит группой нацистов за «создание проблем» в офисе Шарфа и сопротивление аресту. После нескольких часов избиения майор Шарф вышвырнул Якоба из своего кабинета, заявив, что нацисты убили бы его и что теперь они квиты. Когда ситуация в Германии ухудшилась, отец Макса был вынужден принять реальность и перевёз семью в Варшаву после Хрустальной ночи.
К сожалению, семья Макса не оказалась в безопасности от нацистов в Варшаве, поскольку город попал под немецкую оккупацию после начала Второй мировой войны. Семья жила в еврейском районе Варшавы, где нацисты построили Варшавское гетто в октябре 1940 года. Макс стал контрабандистом, чтобы помочь своей семье выжить. Когда в июле 1942 года нацисты начали депортировать жителей гетто в концентрационный лагерь Треблинка, Макс и его семья бежали из Варшавы. По пути к убежищу они были схвачены нацистскими солдатами. Когда их собирались казнить, отец спас Максу жизнь, вытолкнув его с линии огня так, чтобы никто не заметил. Трупы и Макс были похоронены в братской могиле.

### Холокост
В конце концов Макс был найден, схвачен и отправлен в лагерь смерти Вернихтунгслагер в Освенциме, Польша, где провёл свою юность.
В 1944 году Макс стал свидетелем того, как Мистер Зловещий и генетик Йозеф Менгеле работали в Освенциме. Макс не доверял Менгеле и стал Зондеркомандой, чтобы избежать отбора для экспериментов генетика. Очищая печи крематориев, он обнаружил тела своих друзей, которые были отобраны генетиками и превратились в монстров. Также Макс не смог получить доступ к своим способностям мутанта в период полового созревания, как и большинство, из-за приступа гепатита, вызванного работой в лагере.
Находясь в Освенциме, Макс воссоединился с Магдой и продолжал контрабандой доставлять ей еду и припасы. Позже Макс спас Магду от газовых камер, а затем от казни. Во время восстания 7 октября 1944 года, они сбежали вместе. В течение нескольких лет Макс и Магда жили в карпатской горной деревне, и в конце концов они поженились, а позже у них родилась дочь Аня.

## Альтернативные версии

### Age of Apocalipse
В этой вселенной Эрик Леншер мутант и друг Чарльза Ксавье. Когда Дэвид Хэллер, сын Чарльза из будущего, пытался убить будущего Магнето, Чарльз увидел, что его друг находится в опасности, подставился под удар и погиб. Магнето держал на руках бездыханного Ксавьера и дал обещание продолжить его мечту в знак дружбы. После того как Апокалипсис объявил человечеству войну и Кейн Марко пожертвовал собой, чтобы найти убежище для мутантов, известное как Авалон, Эрик стал известен как Магнето, при этом собрал Людей Икс и вёл их к мечте Чарльза. Также у него с Шельмой появился ребёнок, которого назвали в честь Чарльза.

### Ultimate Marvel

Ultimate Магнето

Эрик всегда был одержим идеей превосходства мутантов над обычными людьми. Найдя союзника в лице Чарльза Ксавьера, Леншер основал Братство Мутантов — общество, которое защищало мутантов от нападок людей. Ради борьбы за будущее своего народа, Эрик отказался от обычной жизни и даже бросил семью, ведь его жена была человеком. Когда Братство перебралось на Дикую Землю, Эрик создал новый язык для своего народа.
Со временем взгляды Эрика ужесточились, он жаждал власти мутантов и порабощения человечества. Дикая Земля перестала быть мирным поселением, а стала военной базой, и Эрик отказался от своего имени и назвался Магнето; из-за участившихся ссор с Ксавьером, подозревая друга в телепатическом воздействии, Магнето начинает носить свой шлем. Когда Чарльз Ксавьер вместе с несколькими единомышленниками пытается покинуть Дикую Землю, разгневанный Магнето ранит друга стальным стержнем, дробя хребет, из-за чего впоследствии Чарльз утрачивает возможность ходить.
Когда Магнето атаковал Вашингтон армией перепрограммированных Стражей, его планы разрушила команда Люди-Икс, собранная Ксавьером. Им удалось остановить Магнето, и Профессор Икс явив всему миру иллюзию его гибели, спас его, стерев память, и вернув к нормальной жизни Спустя время оставшиеся участники Братства Мутантов добрались до Эрика и вернули ему воспоминания. Озлобленный Магнето вновь предпринимает попытку уничтожить человечество, изменив магнитное поле Земли с помощью усиливающей силы машины мутанта Изобретателя. Люди Икс снова срывают его планы и злодей оказывается заключённым в тюрьму в Трискелионе. Вскоре в его камеру попадает Полярис, имеющая схожие способности, Магнето пытается переманить её на свою сторону, но Лорна отказывается. Эрик ударяет её стулом по голове. Позже появляется его возлюбленная Мистик и подручный Изобретатель. Затем Магнето использует Лорну как заложника для того, чтобы убежать из камеры строгого режима. Но Людям-Икс удается остановить Магнето, и спасти Полярис. Но однако Магнето смог сбежать, а вместо него в камере оказалась Мистик в его облике.
Магнето, жаждущий отомстить за смерть своих детей Алой Ведьмы и Ртути, c помощью молота бога Тора сдвигает магнитные полюса Земли, вызвав тем самым ужасные природные катаклизмы по всей планете. После Магнето приходит к Профессору Икс и убивает его. Вскоре часть команды Алтийметс и Люди-Икс нападают на цитадель Магнето на северном полярном круге. Валькирия лишает Магнето одной руки и требует отдать ей молот Тора. Магнето не намерен сдаваться и готовится дать героям отпор, затем он убивает Росомаху. Члены Братства Мутантов покидают цитадель, Джин Грей телепатически соединяет разумы Магнето и Ника Фьюри. Фьюри рассказывает Магнето, что мутанты были созданы людьми, а не Богом, как считал лидер Братства Мутантов. Опомнившись Магнето, возвращает магнитные полюса Земли на их прежнее место, после чего, окончательно был убит Циклопом во время Ультиматума.
Чуть позже в одном из выпусков Ultimate Comics X-Men Алая Ведьма приходит к своему брату, Пьетро, чтобы передать ему, что кто-то ждёт его в Египте. Пьетро с помощью Ванды нашёл гробницу, в котором находятся много дубликатов выжившего Множителя. В итоге Пьетро находит своего отца, который оказался выжившим во времена Ультиматума. В результате семья воссоединилась.
Но оказалось что Магнето и Алая Ведьма, являются иллюзиями Апокалипсиса.

### Marvel Noir
Эрик Магнус — начальник отдела по расследованию убийств Нью-Йоркского отдела по расследованию убийств, твердо убежденный в евгенике и лидер тайного общества Братства, управляющего большей частью организованной преступности в городе. Его сын, Питер, бывшая звезда легкой атлетики, только что присоединился к отделу убийств, а его дочь, Ванда , местная светская львица, начала отношения с репортером Томом Кэллоуэем. Магнус, кажется, обязан большей частью своего успеха Себастьяну Шоу , последний заявил, что месяцы практики, которые потребовались Магнусу, чтобы избавиться от восточноевропейского акцента, - это единственное, что Магнус не получил от него. Выясняется, что фамилия Магнуса - Магниски, которую агент острова Эллис ошибочно принял за Магнуса. В настоящее время он ищет Анна-Мари Рэнкин от имени Шоу, чтобы они могли использовать ее против « Унуса Неприкасаемого », криминального авторитета и врага Шоу и Магнуса. 

## Силы и способности
Магнето обладает способностью манипулировать магнитным полем Земли и электромагнитными полями. Это даёт ему огромный спектр способностей, который отличается в различных комиксах. Основная способность Магнето, которой он обладает во всех версиях — управление металлом. Пределы этого меняются, но остаются неизвестными; в некоторых выпусках он управлял астероидами. В настоящее время Магнето является мутантом омега-уровня.
Особые силы: управление электромагнитными полями и магнетизмом; магнитокинез; феррокинез; электромагнитные силовые поля; ощущение металла и связь с металлом; манипуляции материей на молекулярном уровне; левитация. Способности: скрытые псионические силы; огромная сила воли. Экипировка: защитный псишлем и доспехи.
Кроме этого Магнето является обладателем мощного интеллекта и обширных знаний в генетике, физике, инженерии. С помощью этого он конструировал невероятные технические устройства. Магнето является прирождённым лидером, способным управлять большим количеством последователей и союзников. За годы борьбы он получил значительный опыт и стал мастером в боевой стратегии и тактики. Он имеет определённую подготовку по рукопашному бою. Также он может распознавать эмоции человека при одном взгляде на него и использовать чувства врагов против них.

## Вне комиксов

### Телевидение
- Магнето делает своё первое появление в мультсериале «Фантастическая четвёрка» 1978 года, где его озвучивает Джон Стефенсон. Здесь он показан как сильный мутант, который грабит банк. Он передвигается в причудливой машине, управляемой с помощью его суперспособностей. В конце эпизода «Угроза Магнето» он обманом был побеждён Ридом Ричардсом.
- В мультсериале «Человек-паук» 1981 года Магнето является главным врагом Людей Икс. В этом мультсериале он похищает несколько спутников и требует за них сто миллионов долларов. В конце этой же серии его побеждает Человек-паук.
- Магнето появляется в мультсериале «Человек-паук и его удивительные друзья». Он похищает тюремных надзирателей, дабы те освободили его сообщников. Тем не менее Магнето был побеждён Человеком-пауком, Человеком-льдом и Огненной звездой.
- Магнето является главным злодеем анимационного фильма «Прайд из Людей Икс». Здесь он впервые сражается с Людьми Икс и носит характер из оригинальных комиксов.
- Магнето является одним из главных персонажей в мультсериале 1992 года. Здесь его роль не настолько однозначна - он появляется и как злодей и как нейтральный персонаж, а иногда даже как союзник профессора Ксавье и Людей Икс. В финале сериала он собрал армию на Дженоше и был готов идти войной на человечество, но узнав о том, что профессор Ксавье находится при смерти, остановил наступление.
- Магнето появляется в мультсериале «Люди Икс: Эволюция». В 1 сезоне собирает Братство мутантов через Мистик. Во 2 сезоне появляется с своими Помощниками и раскрывает всему миру тайну о мутантах. В 3 сезоне пытается помешать возрождению Апокалипсиса, а финале 4го сезона предстает как один из всадников Апокалипсиса. В будущем переходит на сторону Людей Икс и является учителем новых мутантов.
- Появляется в мультсериале «Росомаха и Люди Икс» где он основал рай для мутантов на острове Дженоша. На самом же деле он готовил там армию для войны с человечеством и даже удерживал других мутантов силой в клетках. В финале сезона решил пожертвовать десятками мутантами в плане дополнительной мотивации. Он перепрограммировал Стражей и отправился с ними в США где увидев Феникса вернулся на Дженошу.
- Магнето появляется в 17 серии 2 сезона мультсериала «Железный человек: Приключения в броне». Там он преследует подростка Джинн Грей, намереваясь использовать её силу против людей, которые выступают за регистрацию мутантов, но с помощью Железного человека и Воителя ей удалось одержать победу.
- Магнето является одним из основных персонажей в мультсериале Люди Икс ’97, который продолжает события сериала 1992-го года. После мнимой смерти Ксавье становится лидером Людей Икс.

### Фильмы
Магнето является одним из главных персонажей серии фильмов о Людях Икс производства 20th Century Fox. В оригинальной трилогии роль Магнето исполнил британский актёр сэр Иэн Маккеллен, также сыгравший эпизодическую роль в фильме «Росомаха: Бессмертный» 2013 года. В фильмах-приквелах молодого Магнето сыграл Майкл Фассбендер. Оба актёра воплотили Эрика Леншерра на экране в картине «Люди Икс: Дни минувшего будущего» 2014 года.

## Критика
В 2008 году Магнето получил 17 место в рейтинге 100 величайших злодеев в комиксах по версии журнала Wizard и 9 место в списке 200 величайших персонажей комиксов всех времён в том же журнале. В 2009 году Магнето занял 1 место в списке «100 величайших злодеев комиксов по версии IGN».